# Neovenator
Neovenator ist ein Dinosaurier, der zu der Allosauroidea, einer Gruppe innerhalb der ausgestorbenen Carnosauria, gezählt wird. Er stammt aus der frühkreidezeitlichen (Barremium, 131 bis 126 Mio. Jahre vor heute) Wessex Formation, und damit aus der Wealden Group, einer Gesteinseinheit, die für ihre reichhaltige Dinosaurierfauna berühmt ist. Seine Überreste wurden bei Grange Chine, Isle of Wight (England) entdeckt. Einzige Art ist Neovenator salerii.
Wie alle Carnosauria war er ein zweibeinig laufender Fleischfresser. Mit einer Länge von etwa 7,5 m war er einer der größten Räuber der Wealden-Fauna. Zu seinen Beutetieren gehörten wahrscheinlich der Ornithopode Iguanodon oder auch Sauropoden. Ein weiterer größerer Theropode aus der Wealden-Fauna ist der frühe Tyrannosaurus-Verwandte Eotyrannus lengi.
Neovenator wurde im Jahr 1996 von Hutt, Martill und Barker wissenschaftlich beschrieben. Zum Zeitpunkt der Beschreibung war es der einzige gesicherte Allosauroiden-Fund aus Europa. Der Name setzt sich aus dem griechischen „neos“ (neu) und dem lateinischen „venator“ (Jäger) zusammen.

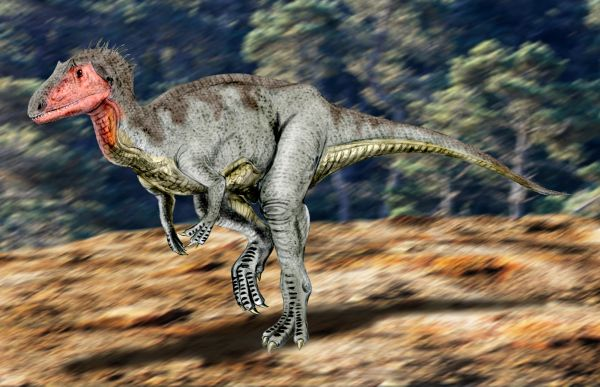
Zeichnerische Darstellung von Neovenator

Etwa 70 % des Skelettes sind bekannt, womit er zu den besser bekannten Theropoden zählt. Die Vorderarme sind nicht überliefert und nur der vordere Teil des Schädels ist erhalten. Dort finden sich jedoch die wichtigsten Merkmale: Der Nasal-Knochen ist, im Vergleich zu anderen Theropoden, riesig, was dem Schädel eine merkwürdige, als Papageitaucher-ähnlich beschriebene, Form verleiht. Die Premaxillae weist, anders als bei jeden anderen Carnosaurier (außer Allosaurus), fünf Zähne auf. Insgesamt war Neovenator leichter gebaut als seine Verwandten, z. B. Allosaurus.
Seine systematische Stellung innerhalb der Allosauroidae, die sich in die Familien Sinraptoridae, Allosauridae und Carcharodontosauridae unterteilt, ist umstritten. Meistens wird er als Allosauridae klassifiziert, viele Forscher halten ihn auch für einen primitiven Carcharodontosauriden. Auch eine nähere Verwandtschaft mit den Sinraptoriden kann nicht ausgeschlossen werden.